# Crush Tour
Crush Tour fue una gira mundial de conciertos por parte de la banda de rock estadounidense Bon Jovi. Esta gira fue para promocionar el álbum Crush. La banda tocó ante 1.1 millones de fanes en 40 estadios en Norteamérica, Europa y Japón.

## Banda
- Jon Bon Jovi – voz, guitarra
- Richie Sambora – guitarra, voz, boxtube
- Hugh McDonald – bajo, voz
- Tico Torres – Batería, percusión
- David Bryan – Teclado, voz

## Fechas de la gira
| Fecha                   | Ciudad                        | País           | Lugar                            |
| Asia                    | Asia                          | Asia           | Asia                             |
| ----------------------- | ----------------------------- | -------------- | -------------------------------- |
| 12 de julio de 2000     | Tokio                         | Japón          | Tokyo Dome                       |
| 13 de julio de 2000     | Tokio                         | Japón          | Tokyo Dome                       |
| 15 de julio de 2000     | Nagoya                        | Japón          | Nagoya Dome                      |
| 18 de julio de 2000     | Fukuoka                       | Japón          | Fukuoka Dome                     |
| 20 de julio de 2000     | Osaka                         | Japón          | Osaka Dome                       |
| Europa                  |                               |                |                                  |
| 5 de agosto de 2000     | Turku                         | Finlandia      | Elysée Arena                     |
| 7 de agosto de 2000     | Helsinki                      | Finlandia      | Hartwall Areena                  |
| 8 de agosto de 2000     | Estocolmo                     | Suecia         | Globen                           |
| 10 de agosto de 2000    | Gothenburg                    | Suecia         | Scandinavium                     |
| 12 de agosto de 2000    | Essen                         | Alemania       | Georg-Melches-Stadion            |
| 13 de agosto de 2000    | Ludwigshafen                  | Alemania       | Südweststadion                   |
| 15 de agosto de 2000    | Zeltweg                       | Austria        | A1 Ring                          |
| 16 de agosto de 2000    | Leipzig                       | Alemania       | Festwiese                        |
| 19 de agosto de 2000    | Londres                       | Inglaterra     | Estadio de Wembley               |
| 20 de agosto de 2000    | Londres                       | Inglaterra     | Estadio de Wembley               |
| 22 de agosto de 2000    | Gateshead                     | Inglaterra     | Gateshead International Stadium  |
| 23 de agosto de 2000    | Stoke-on-Trent                | Inglaterra     | Britannia Stadium                |
| 25 de agosto de 2000    | Dublín                        | Irlanda        | RDS Arena                        |
| 27 de agosto de 2000    | Ostend                        | Bélgica        | Hippodrome                       |
| 30 de agosto de 2000    | Zúrich                        | Suiza          | Letzigrund                       |
| 1 de septiembre de 2000 | Arnhem                        | Países Bajos   | GelreDome                        |
| 2 de septiembre de 2000 | Bremen                        | Alemania       | Weserstadion                     |
| 5 de septiembre de 2000 | Berlín                        | Alemania       | Waldbuhne                        |
| 8 de septiembre de 2000 | Nuremberg                     | Alemania       | Zeppelinfield                    |
| Norteamérica            |                               |                |                                  |
| 3 de noviembre de 2000  | Charlotte, North Carolina     | Estados Unidos | Independence Arena               |
| 5 de noviembre de 2000  | Sunrise (Florida)             | Estados Unidos | National Car Rental Center       |
| 8 de noviembre de 2000  | Boston, Massachusetts         | Estados Unidos | FleetCenter                      |
| 10 de noviembre de 2000 | Philadelphia, Pensilvania     | Estados Unidos | First Union Center               |
| 12 de noviembre de 2000 | Pittsburgh, Pensilvania       | Estados Unidos | Mellon Arena                     |
| 14 de noviembre de 2000 | Wilkes-Barre, Pensilvania     | Estados Unidos | First Union Arena at Casey Plaze |
| 16 de noviembre de 2000 | East Rutherford, Nueva Jersey | Estados Unidos | Continental Airlines Arena       |
| 18 de noviembre de 2000 | Auburn Hills, Michigan        | Estados Unidos | The Palace of Auburn Hills       |
| 20 de noviembre de 2000 | Rosemont, Illinois            | Estados Unidos | Allstate Arena                   |
| 22 de noviembre de 2000 | Indianapolis, Indiana         | Estados Unidos | Conseco Fieldhouse               |
| 24 de noviembre de 2000 | San Luis, Misuri              | Estados Unidos | Savvis Center                    |
| 25 de noviembre de 2000 | Cincinnati, Ohio              | Estados Unidos | Firstar Center                   |
| 27 de noviembre de 2000 | Toronto, Ontario              | Canadá         | Air Canada Centre                |
| 28 de noviembre de 2000 | Montreal, Quebec              | Canadá         | Molson Centre                    |
| 3 de diciembre de 2000  | Inglewood, California         | Estados Unidos | Great Western Forum              |

### Recaudación del tour
| Lugar                      | Ciudad          | Entradas vendidas | Ganancia |
| -------------------------- | --------------- | ----------------- | -------- |
| Fleet Center               | Boston          | 15,094 / 15,094   | $635,101 |
| First Union Center         | Philadelphia    | 15,394 / 15,394   | $694,035 |
| Continental Airlines Arena | East Rutherford | 16,757 / 16,757   | $943,603 |
| Savvis Center              | St. Louis       | 13,274 / 14,845   | $342,658 |
| Great Western Forum        | Inglewood       | 14,149 / 14,149   | $532,985 |

## Lista de canciones
1. Livin' on a Prayer
2. You Give Love a Bad Name
3. Captain Crash & The Beauty Queen From Mars
4. Say It Isn't So
5. One Wild Night
6. Born to Be My Baby
7. It's My Life
8. Runaway (acoustic)
9. Bed of Roses
10. Someday I'll Be Saturday Night
11. Thank You for Loving Me
12. Wild in the Streets
13. Just Older
14. Lay Your Hands On Me
15. I'll Sleep When I'm Dead
16. Bad Medicine

Encore:
1. Next 100 Years
2. I'll Be There for You

Encore 2:
1. Keep the Faith
2. Wanted Dead or Alive

| Canción                                         | Álbum                                           | Tiempo                                          |
| List of Bon Jovi's songs performed on this tour | List of Bon Jovi's songs performed on this tour | List of Bon Jovi's songs performed on this tour |
| ----------------------------------------------- | ----------------------------------------------- | ----------------------------------------------- |
| Runaway                                         | Bon Jovi                                        | 25                                              |
| Living on a Prayer                              | Slippery When Wet                               | 39                                              |
| Wanted Dead or Alive                            | Slippery When Wet                               | 39                                              |
| You Give Love a Bad Name                        | Slippery When Wet                               | 39                                              |
| Wild in the Streets                             | Slippery When Wet                               | 19                                              |
| Never Say Goodbye                               | Slippery When Wet                               | 7                                               |
| I'd Die for You                                 | Slippery When Wet                               | 2                                               |
| Lay Your Hands on Me                            | New Jersey                                      | 39                                              |
| Born to Be My Baby                              | New Jersey                                      | 33                                              |
| Blood on Blood                                  | New Jersey                                      | 21                                              |
| I'll Be There for You                           | New Jersey                                      | 19                                              |
| Bad Medicine                                    | New Jersey                                      | 11                                              |
| Ride Cowboy Ride                                | New Jersey                                      | 5                                               |
| Love for Sale                                   | New Jersey                                      | 4                                               |
| Living in Sin                                   | New Jersey                                      | 2                                               |
| Blaze of Glory                                  | Blaze of Glory                                  | 15                                              |
| Keep the Faith                                  | Keep the Faith                                  | 36                                              |
| Bed of Roses                                    | Keep the Faith                                  | 20                                              |
| I'll Sleep When I'm Dead                        | Keep the Faith                                  | 18                                              |
| I Believe                                       | Keep the Faith                                  | 4                                               |
| Someday I'll Be Saturday Night                  | Cross Road                                      | 35                                              |
| These Days                                      | These Days                                      | 11                                              |
| Damned                                          | These Days                                      | 4                                               |
| Hey God                                         | These Days                                      | 1                                               |
| (It's Hard) Letting You Go                      | These Days                                      | 1                                               |
| It's My Life                                    | Crush                                           | 39                                              |
| Just Older                                      | Crush                                           | 39                                              |
| Captain Crash & the Beauty Queen from Mars      | Crush                                           | 38                                              |
| One Wild Night                                  | Crush                                           | 35                                              |
| Next 100 Years                                  | Crush                                           | 34                                              |
| Say Isn't So                                    | Crush                                           | 22                                              |
| I Got the Girl                                  | Crush                                           | 21                                              |
| Thank You for Loving Me                         | Crush                                           | 17                                              |
| Mystery Train                                   | Crush                                           | 15                                              |
| Two Story Town                                  | Crush                                           | 15                                              |

| Bad Medicine / Shout (The Isley Brothers cover)                            | 28 |
| I'll Sleep When I'm Dead / Rocking All over the World (John Fogerty cover) | 21 |
| Twist and Shout (The Isley Brothers Cover)                                 | 7  |
| I Don't Want to Go Home (Southside Johnny and the Asbury Jukes Cover)      | 3  |
| Lean on Me (Bill Withers Cover)                                            | 3  |
| Rocking in the Free World (Neil Young Cover)                               | 3  |
| Can't Helping Falling in Love (Elvis Presley Cover)                        | 2  |
| Rocking All over the World (John Fogerty Cover)                            | 2  |
| That's Alright Mama (Elvis Presley Cover)                                  | 2  |
| Keep the Faith /Sympathy for the Devil (Rolling Stones Cover)              | 2  |
| Jersey Girl (Tom Waits Cover)                                              | 1  |
| Shout (The Isley Brothers Cover)                                           | 1  |
| London Calling (The Clash Cover)                                           | 1  |
| The Boys Are Back in Town (Thin Lizzy Cover)                               | 1  |